# Balbins
Balbins [balbɛ̃] est une ancienne commune française située dans le département de l'Isère en région Auvergne-Rhône-Alpes. Depuis le 1er janvier 2019, elle est une commune déléguée d'Ornacieux-Balbins.

## Géographie
Le Village de Balbins est accolé à celui d'Ornacieux, à tel point que là où les habitations sont les plus denses, elles semblent appartenir au même village.

## Histoire
Le 1er janvier 2019, la commune fusionne avec Ornacieux pour former la commune nouvelle d'Ornacieux-Balbins dont la création est actée par un arrêté préfectoral du 26 septembre 2018.

## Politique et administration
| Période                                  | Période  | Identité             | Étiquette | Qualité |
| ---------------------------------------- | -------- | -------------------- | --------- | ------- |
| mars 2008                                | En cours | Mme Anne-Marie Amice | SE        |         |
| Les données manquantes sont à compléter. |          |                      |           |         |

## Démographie
L'évolution du nombre d'habitants est connue à travers les recensements de la population effectués dans la commune depuis 1793. Pour les communes de moins de 10 000 habitants, une enquête de recensement portant sur toute la population est réalisée tous les cinq ans, les populations de référence des années intermédiaires étant quant à elles estimées par interpolation ou extrapolation. Pour la commune, le premier recensement exhaustif entrant dans le cadre du nouveau dispositif a été réalisé en 2005.

En 2016, la commune comptait 438 habitants, en évolution de +13,47 % par rapport à 2010 (Isère : +3,07 %, France hors Mayotte : +2,11 %).
| 1793 | 1800 | 1806 | 1821 | 1831 | 1836 | 1841 | 1846 | 1851 |
| ---- | ---- | ---- | ---- | ---- | ---- | ---- | ---- | ---- |
| 248  | 250  | 342  | 346  | 386  | 396  | 410  | 415  | 389  |

| 1856 | 1861 | 1866 | 1872 | 1876 | 1881 | 1886 | 1891 | 1896 |
| ---- | ---- | ---- | ---- | ---- | ---- | ---- | ---- | ---- |
| 429  | 403  | 387  | 394  | 392  | 405  | 369  | 335  | 326  |

| 1901 | 1906 | 1911 | 1921 | 1926 | 1931 | 1936 | 1946 | 1954 |
| ---- | ---- | ---- | ---- | ---- | ---- | ---- | ---- | ---- |
| 341  | 327  | 316  | 278  | 272  | 308  | 306  | 285  | 256  |

| 1962 | 1968 | 1975 | 1982 | 1990 | 1999 | 2005 | 2006 | 2010 |
| ---- | ---- | ---- | ---- | ---- | ---- | ---- | ---- | ---- |
| 233  | 205  | 257  | 313  | 363  | 371  | 397  | 400  | 386  |

| 2015 | 2016 | - | - | - | - | - | - | - |
| ---- | ---- | - | - | - | - | - | - | - |
| 432  | 438  | - | - | - | - | - | - | - |

## Lieux et monuments

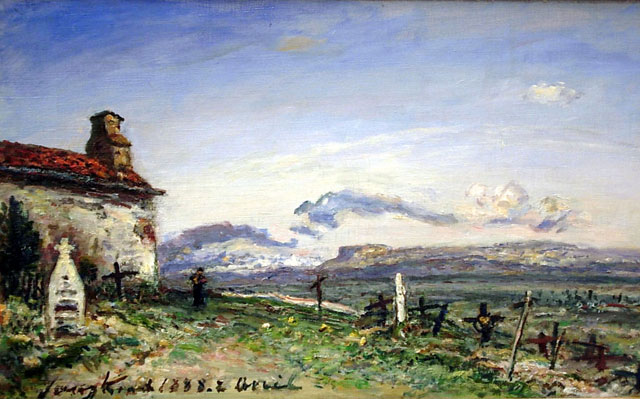
Le cimetière de Balbins, huile sur toile du 1888, par Johan Barthold Jongkind (1819-1891), conservé au Musée Faure d'Aix-les-Bains.

- Tour de la Buissonnière

La tour de la Buissonnière est le dernier vestige de la maison forte qui se dressait à cet emplacement ; cette dernière fut la possession des Miribel, Salignon, Côte Saint André.
Pour mémoire
- Maison forte d'Armanais ou château d'Armanet[6]

Ancienne maison forte templière[réf. nécessaire].

## Personnalités liées à la commune
- Félicien de Mons de Savasse, né au château d'Armanais, chevalier puis commandeur de l'Ordre de Malte en 1760.